# Транссибірська автомагістраль
Транссибірська автомагістраль — неофіційне ім'я для мережі федеральних шосе, які охоплюють по ширині Росію від Балтійського моря Атлантичний океан до Японського моря Тихий океан. У Міжнародній азійській мережі, маршрут відомий, як AH6. Має довжину понад 11,000 км Санкт Петербург — Владивосток. Дорога відстоює титул найдовшого національного шосе у світі поряд з Трансканадською автомагістраллю і Австралійською автомагістраллю 1.

## Маршрут

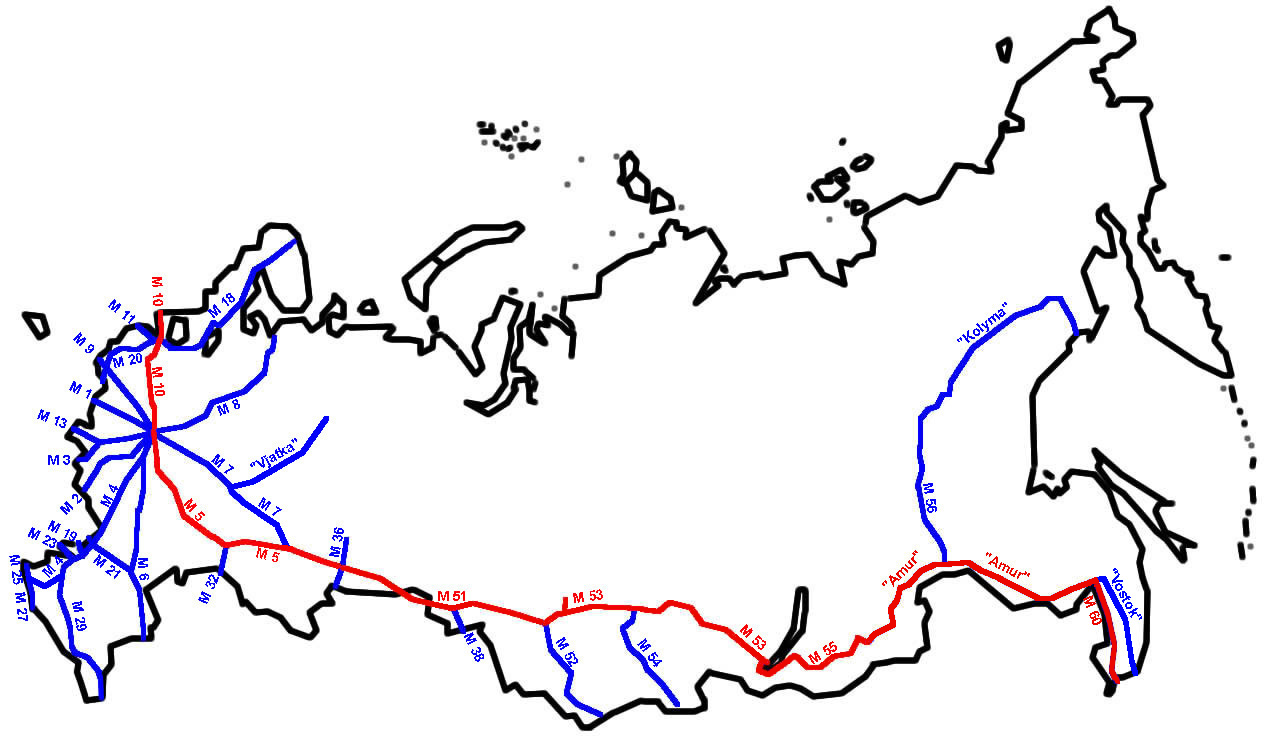
Сім автомагістралей, що складають Транссибірську автомагістраль

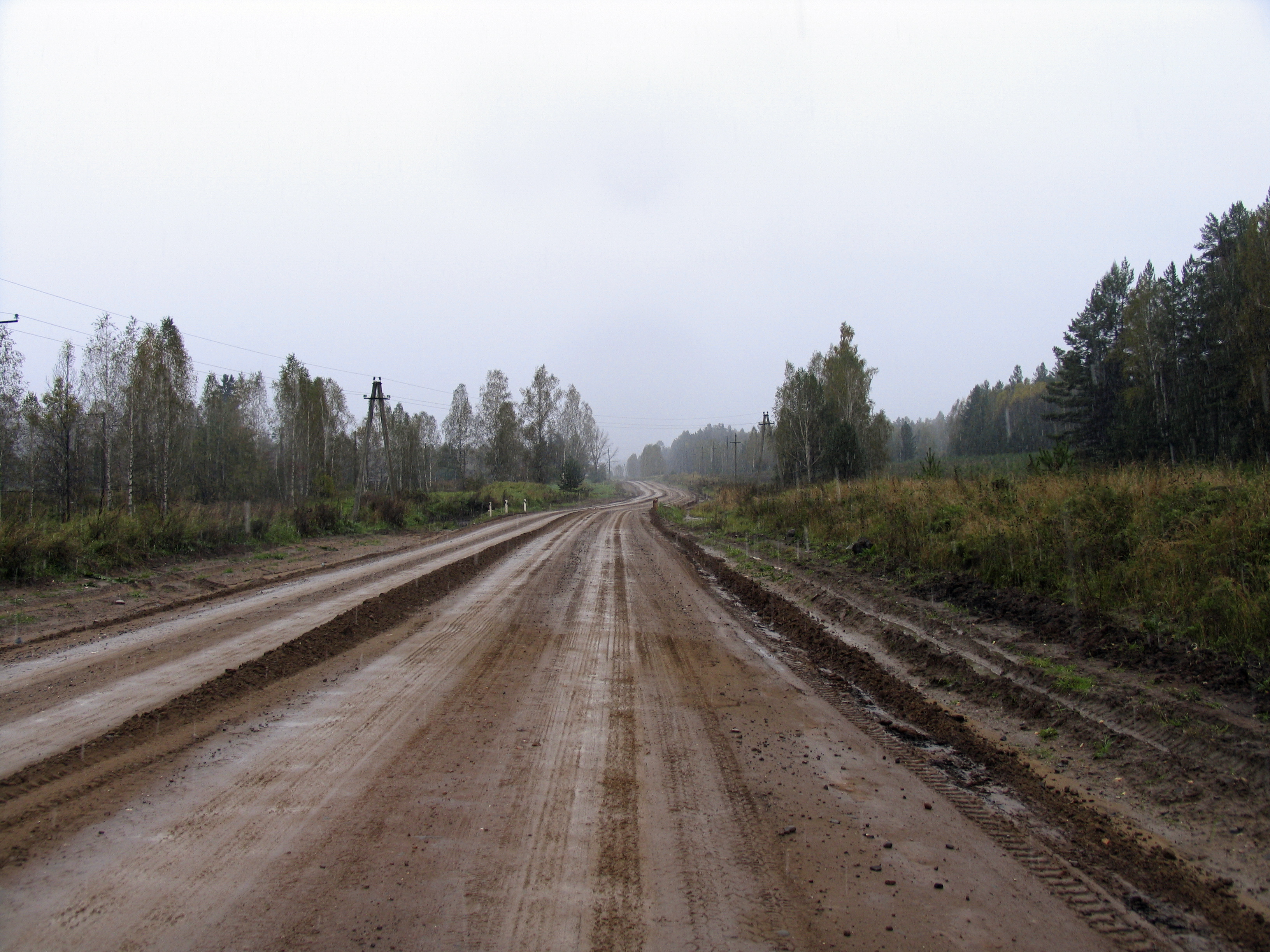
M53 між Красноярськом і Іркутськом(до реконструкції)

Маршрут, місцями збігається з Європейським маршрутом E30 і близько 190 кілометрів його проходить через територію Казахстану.
Автомагістраль складається з семи федеральних шосе:
- Автомагістраль М10: Санкт-Петербург — Москва, 664 км
- Автомагістраль M5 (Росія): Москва — Челябінськ, 1880 км
- Автомагістраль Байкал:
  - Автомагістраль М51 (Росія): Челябінськ — Новосибірськ, 1528 км
  - Автомагістраль М53 (Росія): Новосибірськ — Іркутськ, 1860 км
  - Автомагістраль М55 (Росія): Іркутськ — Чита, 1113 км
- Автомагістраль M58 (Росія): Чита — Хабаровськ, 2100 км
- Автомагістраль M60 (Росія): Хабаровськ — Владивосток, 760 км